# Kibitz

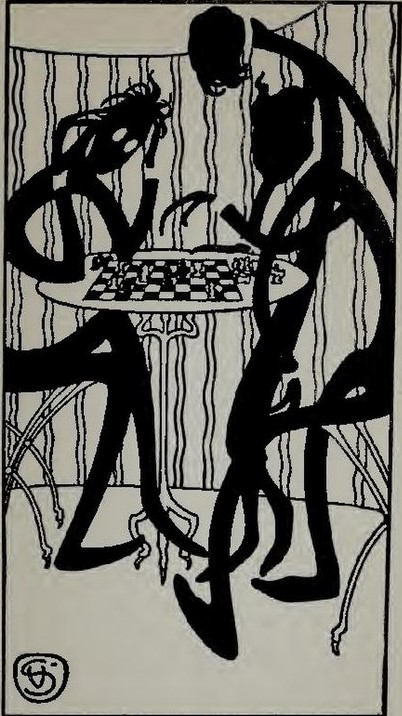
"Viktor Schufinsky ohne Titel Schachspieler mit Kibitz" é uma frase em alemão que significa:Sem título, jogadores de xadrez com Kibitz por Viktor Schufinsky
Viktor Schufinsky: é o nome do artista que criou a obra.
Ohne Titel: significa "sem título".
Schachspieler: significa "jogadores de xadrez".
Kibitz: é um termo usado para se referir a um espectador que dá conselhos não solicitados aos jogadores de xadrez.

Kibitz, no enxadrismo, é uma expressão utilizada para indicar quando os espectadores de uma partida fazem comentários sobre o jogo que podem ser ouvidos pelos enxadristas em disputa. É considerado uma séria quebra de etiqueta enxadrística, quando ocorre durante uma partida de torneio ou campeonato.

## Kibitz no Xadrez
Kibitz é o termo usado no xadrez para descrever a ação dos espectadores que fazem comentários sobre o jogo em andamento, que podem ser ouvidos pelos jogadores.
Etiqueta
Em partidas oficiais, como torneios e campeonatos, o kibitz é considerado uma séria quebra de etiqueta por vários motivos:
- Distração: Os comentários podem distrair os jogadores, prejudicando sua concentração e desempenho.
- Influência indevida: Os comentários podem influenciar os jogadores a tomar decisões que não seriam as melhores para o seu jogo.
- Vantagem injusta: Se apenas um jogador recebe comentários, isso pode criar uma vantagem injusta para ele.

Exemplos
- "Essa jogada foi um erro terrível!"
- "Você deveria ter isso feito..."
- "Cuidado com essa jogada, ele está te preparando para uma armadilha!"

Regras e Penalidades
Em torneios e campeonatos, as regras geralmente proíbem o kibitz. Os árbitros podem intervir e até mesmo expulsar espectadores que persistem em kibitzing.
Exceções
Em partidas amistosas, o kibitz pode ser permitido, desde que os jogadores concordem com isso.
Consequências
O kibitz pode ter consequências negativas para os jogadores, como:
- Perda de concentração
- Tomada de decisões ruínas
- Perda da partida
- Reputação manchada

Prevenção
- Os espectadores devem evitar fazer comentários sobre o jogo.
- Se você ouvir alguém tagarelando, peça para que ele pare.
- Os jogadores deverão informar ou julgar se estiverem sendo questionados.

História
O termo "kibitz" tem origem no idioma alemão, significando "dar conselhos não solicitados". No xadrez, o termo tem sido usado desde o século XIX.
Variantes
Existem diferentes tipos de kibitz, como:
- Kibitz positivo: Comentários que elogiaram ou encorajaram os jogadores.
- Kibitz negativo: Comentários que criticam ou desanimam os jogadores.
- Kibitz estratégico: Comentários que oferecem sugestões de jogadas.

Impacto do Kibitz Online
O kibitz se tornou mais prevalente no xadrez online, onde os espectadores podem facilmente se comunicar com os jogadores através de chats e fóruns. Isso levou a preocupações sobre o impacto do kibitz na justiça do jogo online.
Considerações éticas

O kibitz levanta questões éticas sobre a importância do fair play e da igualdade de condições no xadrez. É importante que os jogadores e espectadores estejam cientes das regras e da etiqueta do xadrez para garantir um ambiente de jogo competitivo e justo.
1. ↑  «E. Miscellaneous / 01. Laws of Chess / Laws of Chess: For competitions starting from 1 January 2018 till 31 December 2022 / FIDE Handbook». International Chess Federation (FIDE) (em inglês). Consultado em 13 de fevereiro de 2024
2. ↑  «Playchess.com». help.chessbase.com. Consultado em 13 de fevereiro de 2024